# Johan Ericsson i Norrby
Johan Ericsson (i riksdagen kallad Ericsson i Norrby), född 12 november 1827 i Högby församling, Östergötlands län, död där 15 augusti 1915, var en svensk lantbrukare och riksdagspolitiker.
Ericsson var lantbrukare i Norrby i Östergötland. Som riksdagsman var han ledamot av andra kammaren 1885–1896, invald i Lysings och Göstrings domsagas valkrets.